# 14334 Lindarueger
14334 Lindarueger è un asteroide della fascia principale. Scoperto nel 1981, presenta un'orbita caratterizzata da un semiasse maggiore pari a 2,817772 UA e da un'eccentricità di 0,120256, inclinata di 2,131018° rispetto all'eclittica. Ha un diametro di 6,480 km.